# Stoppino (tessile)
Lo stoppino, nell'industria tessile, è una sottile banda di fibra tessile leggermente ritorta, con sezione cilindrica. Assomiglia ad un grosso filo, ma non ne ha le caratteristiche di resistenza per la bassa torcitura.
La realizzazione dello stoppino è un passaggio nelle operazioni di filatura. Viene prodotto da un nastro cardato, dopo lo stiro, dove il nastro viene tirato per assottigliarlo, e la pettinatura, che si applica solo a fibre lunghe: elimina le fibre corte e lascia quelle rimanenti ben ordinate parallelamente nella direzione in cui si costituirà il filo.
La trasformazione del nastro in stoppino, che è notevolmente più sottile, avviene con una macchina chiamata divisore.
Lo stoppino è l'ultimo passaggio di questa serie di lavorazioni e il primo passaggio della filatura vera e propria (stoppino di prima torsione), in cui va ad alimentare direttamente i filatoi.
Stoppino è anche il nome di un tipo di filato grossolano, di lino o altri materiali di mano asciutta e fibrosa o di lana morbida, come cashmere, poco ritorto e di titolo molto grosso, che assomiglia appunto allo stoppino da filatura.